# Батерст, Кристофер, 3-й виконт Бледислоу
Кристофер Хайли Ладлоу Батерст, 3-й виконт Бледислоу (англ. Christopher Hiley Ludlow Bathurst, 3rd Viscount Bledisloe; 24 июня 1934 — 12 мая 2009) — британский адвокат и политик.

## Происхождение и образование
Родился 24 июня 1934 года. Старший сын Бенджамина Батерста, 2-го виконта Бледислоу (1899—1979), и его жены Джоан Кришабер (? — 1999).
Он получил образование в Итонском колледже, выиграв стипендию от Ладгроува, и Тринити-колледже в Оксфорде, но оставил последний через год.

## Карьера
Кристофер Батерст служил в армии в качестве второго лейтенанта 11-го гусарского полка с 1954 по 1955 год и был принят в коллегию адвокатов в Грейс-Инн в 1959 году, заняв четвертое место из 500 кандидатов на экзаменах на адвоката. В 1978 году он стал королевским адвокатом. Он занимал должность судьи Грейс-Инн в 1986 году.
17 сентября 1979 года после смерти своего отца Кристофер Батерст унаследовал титулы 3-го виконта Бледислоу и 3-го барона Бледислоу из Лидни в графстве Глостершир, став членом Палаты лордов Великобритании.
Он был одним из девяноста наследственных пэров, сохранивших своё место в верхней палате парламента после принятия Акта о Палате лордов 1999 года.
Место виконта Бледислоу — Лидни-Парк, Глостершир, откуда и произошло территориальное обозначение пэрства. Он сидел в качестве независимого депутата.
Президент клуба тобогганинга Санкт-Морица, также известного как Cresta.

## Личная жизнь
29 августа 1962 года лорд Бледислоу женился на Элизабет Мэри Томпсон (? — 7 октября 2016), дочери сэра Эдварда Уолтера Томпсона и Энн Элизабет Эмфлетт, с которой развелся в 1986 году. У супругов было двое сыновей и одна дочь:
- Руперт Эдвард Ладлоу Батерст, 4-й виконт Бледислоу (род. 13 марта 1964), старший сын и преемник отца. Известный художник-портретист.
- Достопочтенная Матильда Бланш Батерст (род. 16 февраля 1967)
- Достопочтенный Отто Бенджамин Чарльз Батерст (род. 16 июня 1971).

Виконт Бледислоу скончался 12 мая 2009 года в возрасте 74 лет. Ему наследовал его старший сын Руперт.